# Maxmilián ze Schrattenbachu
Maxmilián ze Schrattenbachu (německy celým jménem Maximilian Freiherr von Schrattenbach zu Heggenberg und Osterwitz, 1. srpna 1537 – 19. července 1611) byl rakouský šlechtic z rodu Schrattenbachů s původem ve Štýrsku. Byl radou a komorníkem arcivévody a vykonával úřad hejtmana a fictuma v Celje a od roku 1598 byl dědičným nejvyšším kráječem ve Štýrsku.

## Život
Narodil se jako syn Pankráce ze Schrattenbachu († 1559) a jeho manželky Alžběty Sauerové z Kosiaku († 1571), dcery Jošta Sauera z Kosiaku a Sybilly z Dürru. Měl bratra Jana Baltazara ze Schrattenbachu (1547–1618), který byl nejvyšším hofmistrem arcivévody a pozdějšího císaře Ferdinanda II. (1619–1637).
1. ledna 1568 se Maxmilián stal komorníkem a poradcem rakouského arcivévody Karla II. Štýrského, syna císaře Ferdinanda I.
V roce 1586 Maxmilián a jeho bratr Jan Baltazar byli jmenováni do funkce nejvyššího kráječe ve Štýrsku a v následujícím roce byli oba povýšeni do šlechtického stavu ve Vnitřních Rakousích a v roce 1598 z se stali svobodnými pány s predikátem z Heggenbergu a Osterwitz (zu Heggenberg und Osterwitz).
Maxmilián ze Schrattenbach-Heggenbergu zemřel ve věku 73 let dne 19. července 1611.

### Manželství a potomstvo
Maxmilián ze Schrattenbachu-Heggenbergu byl ženatý s Annou z Grasweinu († asi 1621), dcerou rytíře Viléma z Grasweinu a Heleny z Herbersteinu. Mají děti:
- Jan Bedřich ze Schrattenbachu († před rokem 1621), svobodný pán v Čechách, ženatý s Doroteou Sidonií z Eggu a Hungersbachu
- Marie Alžběta ze Schrattenbachu-Hagenbergu (15. února 1573 – 10. ledna 1653, Vídeň), provdaná 24. listopadu 1591 ve Štýrském Hradci za říšského hraběte Karla Linharta z Harrachu (1570–1628), vojenského poradce císaře Ferdinanda II. Mezi jejími dětmi byl např. kardinál a pražský arcibiskup Arnošt Vojtěch, genenrál Otto Bedřich, diplomat František Albrecht, či Alžběta Kateřina, která se stala manželkou Albrechta z Valdštejna
- Karel ze Schrattenbachu (1583 – 26. února 1612, Štýrský Hradec), hrabě v Rakousku, ženatý 29. května 1589 s Marií Renatou z Herbersteinu, dcerou svobodného pána Bernardina II. z Herbersteinu (1566–1624) a Marie Konstancie Fuggerové (1568–1594)